# Chelipoda longicornis
Chelipoda longicornis är en tvåvingeart som beskrevs av Collin 1928. Chelipoda longicornis ingår i släktet Chelipoda och familjen dansflugor. Inga underarter finns listade i Catalogue of Life.